# Echo TV
Echo TV era un canal de televisión húngaro cristiano-conservador propiedad y operado por Echo Hungária TV Zrt, y fundado en 2005 para cubrir noticias de negocios. Más tarde centrándose en la transmisión de noticias y los asuntos públicos, fue conocido como partidario de Fidesz y KDNP.

## Historia
Echo TV se fundó como un canal de noticias de negocios en 2005 por iniciativa de Gábor Széles, el cuarto hombre más rico de Hungría (en 2017) y director de Videoton e Ikarus Bus. Széles solo unos días antes había comprado el diario húngaro Magyar Hírlap; la adquisición de ambas estaciones ayudó a Széles a establecer una importante presencia mediática en Hungría. Según los informes, Széles gastó dos mil millones de florines húngaros en la creación de Echo TV.
En 2006, Echo TV se convirtió en socio de medios de Feratel media technologies AG, con sede en Austria.
Gábor Széles vendió Echo TV al empresario y oligarca Lőrinc Mészáros respaldado por Fidesz el 2 de diciembre de 2016.
El 4 de diciembre de 2017 se renovó todo el canal. Echo TV cesó sus operaciones el 31 de marzo de 2019. Su personal y equipo técnico se integraron en Hír TV, que había regresado como una cartera de medios progubernamentales después de las elecciones parlamentarias de 2018.

## Asociación con la política de extrema derecha
Según Le Monde, Echo TV era un foro favorito entre los neofascistas en Hungría.
Después de las elecciones de 2010 en Hungría, Echo TV mostró una imagen de Imre Kertész, un sobreviviente húngaro de Auschwitz y premio nobel, junto con una voz en off sobre ratas. Sándor Pörzse era un conocido presentador de Echo TV antes de ayudar a fundar la organización paramilitar de Jobbik, la "Guardia húngara", más tarde prohibida por el gobierno húngaro. Sándor Pörzse fue eliminado de Echo TV en 2009.
Uno de los locutores más conocidos de Echo TV fue Ferenc Szaniszló, conocido por sus declaraciones racistas y antisemitas. En 2011, el regulador de medios de Hungría multó a Echo con 500.000 florines después de que Szaniszló comparara a los romaníes con "monos".